# Катарина Юлиана фон Ханау-Мюнценберг
Катарина Юлиана фон Ханау-Мюнценберг (на немски: Katharina Juliane von Hanau-Münzenberg; * 17 март 1604, Щайнау ан дер Щрасе; † 28 декември 1668, Ханау) е принцеса от Ханау-Мюнценберг и чрез женитби графиня на Золмс-Лаубах и принцеса на Вид-Рункел.

## Произход
Тя е дъщеря на граф Филип Лудвиг II фон Ханау-Мюнценберг (1576 – 1612) и Катарина Белгика фон Насау (1578 – 1648), дъщеря на Вилхелм Орански.
След нейната смърт на 28 декември 1668 в Ханау, тя е погребана на 23 март 1669 г. в графската гробница в Лаубах.

## Фамилия
Катарина Юлиана се омъжва два пъти.
Първи брак: на 11 септември 1631 г. с граф Алберт Ото II фон Золмс-Лаубах (* 29 юни 1610; † 1639). Те имат децата:
- Густав Вилхелм (* 8 юни 1632; † 17 декември 1632)
- Карл Ото фон Золмс-Лаубах (1633 – 1676), граф на Золмс-Лаубах, от 1649 г. господар на Рьоделхайм, женен на 1 февруари 1654 г. в Бентхайм за графиня Амьона Елизабет фон Бентхайм-Щайнфурт (1623 – 1701 – 1702)
- Елизабет Албертина (1631 – 1693), омъжена на 25 юли 1671 г. за княз Вилхелм фон Анхалт-Харцгероде (1643 – 1709), син на княз Фридрих фон Анхалт-Бернбург-Харцгероде (1613 – 1670)

Втори брак: на 31 март 1642 г. с Мориц Христиан фон Вид-Рункел (* 10 януари 1620; † 25 януари 1653), вторият син на граф Херман II фон Вид-Нойвид (ок. 1580 – 1631) и графиня Юлиана Доротея фон Золмс-Хоензолмс (1592 – 1649), дъщеря на граф Херман Адолф фон Золмс-Хоензолмс. Те имат дъщеря:
- Мария Белгия Шарлота (1645 – 1681 в Ханау)

Вторият ѝ брак е дезастър, понеже те се карат и на обществени места и тя бяга в Лаубах. Той умира в Рункел един ден преди нейното завръщане. Неговият брат граф Фридрих фон Вид-Рункел (1618 – 1698), ѝ забранява да влезе в двореца и да види трупа. Години наред те се карат. Заради диференции с нейния син тя накрая напуска и Лаубах и отива с дъщеря си обратно в Ханау.